# 1987年労働者大闘争
1987年労働者大闘争（1987ねん ろうどうしゃだいとうそう、韓国語：87년 노동자 대투쟁）は、1987年7月から9月にかけて韓国各地で発生した労働者による大規模ストライキ闘争の名称である。別名「7・8月労働者大闘争」（7ㆍ8월 노동자 대투쟁）と呼ばれる。

## 概要
1987年6月、韓国全土で発生した大規模な民主化運動（6月民主抗争）の結果、全斗煥政権によって6・29民主化宣言が発表され、大統領直接選挙制改憲を旨とする民主化が実現された。しかし、民主化宣言では労働者や農民、都市貧民の生存権確保については反映されなかった。
そのため民主化宣言直後から、労働者は「民主労組の建設」「賃金引き上げ」「勤労条件の改善」などを掲げ、各地でストライキやデモを展開した。労働組合結成の動きはこれまで労組結成がタブーとされていた現代グループでおこった。7月5日、グループの一つである現代エンジンで労組結成に成功、7月15日には現代美浦造船労組結成申告書類強奪事件が発生した。書類強奪事件で現代側が国民的な指弾を受ける中、ストライキは大企業事業所を中心に本格化した。そして7月下旬、慶尚南道地方の馬山や昌原といった大工場地域に事業所を構えていた現代自動車や国際商事、現代重工業、大宇造船、韓国重工業など韓国主要企業にも波及、8月17・18日には蔚山現代グループ労組連合による街頭デモに4万名余りが参加し、最高潮に達した。
ストライキ闘争は韓国第2の都市である釜山市にも波及、8月22日には街頭デモに参加していた玉浦大宇造船労働者の一人が警察が放った催涙弾の直撃を受け、死亡する事件も発生した。この死亡事件をきっかけに労働者デモは首都圏にも拡大し、中小企業や非製造業でもストライキ闘争が発生した。こうして全国に拡大した労働者デモに対し、企業経営者の団体である全国経済人連合会による8月11日の「暴力・破壊・不法行為の非難」と「公権力の介入要請」をきっかけに政府は大々的な弾圧に乗り出すと共に、「左傾・容共分子の洗い出し」によるイデオロギー攻勢が仕掛けられた。また企業側も救社隊（労働運動を弾圧するために組織された私的部隊）の導入や休廃業措置で対抗、東亜日報や朝鮮日報など制度圏マスコミも労働運動を意図的に歪曲して報道するなどした結果、9月末までに沈静化に向かった。しかし、製造業労働者の闘争が沈静化した8月末から、運輸・鉱山・事務・販売・サービス業・技術職といった非製造業分野に従事する労働者によるストライキ闘争が9月以降も継続した。

## 特徴と意義
労働者大闘争は7～9月までの3ヶ月間に発生し、韓国の全地域・全産業で発生した大規模な労働者大闘争であった。大部分の労働争議は「先ストライキ・後交渉」という従来の労働法の枠組みを超えた手法（非合法闘争）が採られた。そして参加した延べ人数は200万人に達し、全国各地の事業者で新たな労働組合が相次いで結成された。
要求については多種多様であったが、大きく分けると賃金・ボーナスの引き上げ、御用組合幹部の退陣、退職金制度の改善、家族や子弟教育手当であった。こうした要求が出された背景には、「三低」現象（ウォン安・石油価格低迷・国際金利低下）に因る好景気とそれに伴って企業収益が改善されたにもかかわらず、労働者自身の収入がさほど伸びていないという問題があった。事実、1986年の労働生産性向上率が13.6％であったのに対し賃金上昇率はそれを下回る9.2%、87年上半期の労働生産性向上率が11.8%になったにもかかわらず賃金上昇率は5.3%に留まっていた。そして御用組合幹部の退陣問題では、労使協調路線を採り労働者の真の関心事に対しては耳を貸さない組合執行部と労働運動を抑制する當時の労働法制に対する批判があった。家族・子弟教育手当では経営者が従業員の生活給の保障に関心を寄せてこなかったことに対する不満が背景にあった。こうした労働者の要求が民主化宣言による政治的自由の緩和によって一気に噴出したものと言える。
韓国における工業化と資本主義化が本格的に進行して以来、初の大規模労働闘争で社会変革の主体としての労働者が社会の前面に登場した出来事でもあった。こうした労働者闘争は、6月民主抗争の成果に支えられたもので、民主化運動の成果を補完しより発展させた性格も併せ持っていた。また労働者大闘争は、88年6月に結成された全国労働運動団体協議会（全国労運協）に代表される自主的民主的労働運動の流れを形作るきっかけともなった。労働者の賃金は争議前と後の差で8％程度上昇した。そして當時、国会で審議が進められていた憲法改正でも労働三権の保障など労働者側への配慮が行われた他、同時期に進められた労働法改正でもこれまで認められてこなかった業種別組合が認められるなど一定の改革が行われた。